# Grote mantelmeeuw
De grote mantelmeeuw (Larus marinus) is een vogel uit de familie van de meeuwen (Laridae). De wetenschappelijke naam van de soort werd in 1758 gepubliceerd door Carl Linnaeus.

## Kenmerken
Het is de grootste soort meeuw, 74 cm lang, met een spanwijdte van ongeveer 1,5 meter. Volwassen vogels hebben een zwarte mantel. Jonge vogels zijn gespikkeld bruin en krijgen pas in het derde voorjaar hun zwarte mantel. De snavel is geel met een rode vlek. De vogel heeft vleeskleurige poten.

## Leefwijze
In tegenstelling tot de meeste andere meeuwen, gedragen grote mantelmeeuwen zich geregeld als kleptoparasiet en predator. Ze beroven heel vaak andere zeevogels van hun prooi, maar zij volgen ook bultruggen, haringhaaien en blauwvintonijnen om te profiteren van de vissen die deze dieren opjagen naar het zeeoppervlak. Grote mantelmeeuwen zijn vooral berucht als predator in zeevogelkolonies waar zij eieren en kuikens opvreten van papegaaiduikers, zeekoeten, zilvermeeuwen, kokmeeuwen, visdieven, Noordse pijlstormvogels en kuifduikers. Zij kunnen ook volwassen papegaaiduikers, sterns, zangvogels op trek en kleine eenden aanvallen, verdrinken en in hun geheel naar binnen werken.

## Voortplanting
Het nest is gebouwd uit een hoop plantendelen en is gevoerd met veren en gras. Het legsel bestaat uit drie donkergevlekte, bruine eieren, die in 23 tot 26 dagen worden uitgebroed.

## Verspreiding en leefgebied
De vogel komt voor in een groot gebied aan de kusten van de noordelijke Atlantische Oceaan en de Noordzee (zie kaartje).

## Status in Nederland en België
In Nederland en België komt de grote mantelmeeuw voor als overwinteraar in groot aantal en als overzomeraar in klein aantal, vaak samen met de zilvermeeuw. Verder is het een uiterst schaarse broedvogel.
In 1993 vestigde de grote mantelmeeuw zich als broedvogel in Nederland (Veerse Meer). Daarna breidde het aantal zich uit. Sinds 2004 is er een eind gekomen aan deze uitbreiding. Omdat onduidelijk is of de vogel zich als broedvogel zal handhaven, is hij als gevoelig in de Nederlandse Rode Lijst opgenomen. Internationaal is het overigens beslist geen bedreigde soort, hij valt wel onder het AEWA-verdrag. De totale populatie is in 2015 geschat op 360-400 duizend vogels.

## Video
- Grote mantelmeeuw op strand
- Grote mantelmeeuw eet steenloper